# En nos vertes années
Deuxième volume de la série Fortune de France de Robert Merle, En nos vertes années, paru en 1979,  retrace les études de médecine de Pierre de Siorac à l'université de Montpellier. Le roman couvre les années 1566 et 1567.

## Résumé
Un an après l'entrevue de Bayonne en 1565 entre Catherine de Médicis et le duc d'Albe, les tensions entre catholiques et huguenots apaisées, le héros prend le chemin de Sarlat à Montpellier en passant par Cahors, Montauban, Touloue, Carcassonne et Béziers.
Les cours commencent le 18 octobre 1566.
- Il y est l'élève de Guillaume Rondelet, de Jacques Salomon d'Assas, et du chancelier Antoine de Saporta.
- Il est également l'amant de Marie de Batarnay, femme du lieutenant général Guillaume de Joyeuse, et fait chez elle la connaissance de son fils, Anne de Joyeuse, futur mignon d'Henri III.
- En raison de l'agitation croissante entre catholiques et huguenots, il quitte Montpellier et est témoin, à Nîmes, de la Michelade où il sauve l'évêque Bernard d'Elbène.
- Il délivre enfin Jean II de Montcalm, sénéchal de Nîmes, et tombe amoureux de sa fille Angelina.

## Livre audio
- Robert Merle, En nos vertes années, Paris, Livraphone, novembre 2005 (EAN 3358950001187)Série « Fortune de France », tome 2 ; texte intégral ; narrateur : Guy Moign ; support : 2 disques compacts audio MP3 ; durée : 18 h 17 min environ ; référence éditeur : Livraphone LIV 476M.